# Рик Астли
Ричард Пол Астли (на английски: Richard Paul Astley), по-известен като Рик Астли (Rick Astley) е английски поп-певец и автор на текстове за песни.
Роден е в Нютън лъ Уилоус, Ланкашър, Великобритания на 6 февруари, 1966 г. Жени се за режисьорката Лене Баусагер и има дъщеря.
Астли е един сред популярните музикални изпълнители на 1980-те и 1990-те години. Най-известните му хитове са Never Gonna Give You Up („Никога няма да се откажа от теб“) и She Wants To Dance With Me („Тя иска да танцува с мен“).
След като изчезва от музикалната сцена през 1990-те години, Астли се завръща през 2007 г., като става Интернет явление с видеото на Never Gonna Give You Up, познат като Rickrolling.

## Биография
Астли пораства в Северна Англия като най-малкия от 4 деца в семейството. Майка му още от рано го насочва към музиката и го записва в тамошния църковен хор. Още в детството си Рик основава първите си музикални групи. Славата на Астли започва бавно да расте, след като образува групата „FBI“ (ФБР) заедно с приятели от училище и изнася няколко концерта в околността. Малко подир това получава първите си предложения от продуценти. Неговите приятели от групата го подкрепят в опитите му да създаде солокариера, така че Рик напуска „FBI“ и се включва в продуцентската компания на Пийт Уотърман („Stock Aitken Waterman“), която прави звезди от много изпълнители, между които Кайли Миноуг и Саманта Фокс.
През 1987 г. на пазара излиза първият дебютен сингъл на Астли „Never Gonna Give You Up“ с типично Евро-диско звучене, който се задържа за дълго време на върха на музикалните класации в Англия и по-късно още 15 други държави (като САЩ и Германия). Вторият му сингъл и последвалият албум „Whenever You Need Somebody“ получават същото внимание и успех. В следващите дванадесет месеца Астли е един от най-успешните музиканти във Великобритания, получава награда за най-добър сингъл за „Never Gonna Give You Up“ и е номиниран за Грами. Другите песни от албума му също достигат топ десет места в класациите в много страни.
Вторият албум на Рик „Hold Me in Your Arms“ се появява през 1988 г. с нови хитове. В периода 1989 – 1990 Астли е на световно турне в Европа, САЩ, Азия и Австралия. След като се отделя от Уотърман, издава с големи амбиции своя трети албум „Free“, в който участват и Елтън Джон, Майкъл Макдоналд и Клайми Фишър. С този си албум той постига известен успех в Англия, САЩ и няколко други европейски страни, макар че вече не достига предишната слава.
През 1993 г. излиза албума „Body And Soul“, в който отново участват други известни колеги на Рик като например Лиза Стансфийлд. Съпругата на Астли ражда дъщеря му по това време. Семейството и работата в студиото все повече стресират Рик. Албумът не се купува много добре и няма голям успех. След известно време Астли се оттегля от музикалната сцена и се отдава на личния си живот.
През 2000 г. отново решава да се завърне с няколко нови песни. В началото на 2001 се появява новият му сингъл „Sleeping“, а по-късно и албумът „Keep It Turned“. Песните му достигат до класациите във Великобритания и чужбина, но Рик отново не успява да достигне предишния си успех. Издава още два албума с най-големите си хитове и най-добрите си любовни песни. След това започва да изнася концерти в Англия и чужбина.

## Интернет феномен Rickroll'd
Rickrolling е Интернет шега, започнала през 2007, включваща музиката от видеото на песента „Never Gonna Give You Up“ от 1987 г. Шегата включва стръв – човек включва видеолинк, твърдейки че се отнася за дадена тема (по принцип нещо търсено от много потребители), но този линк води потребителя до видеото на Астли. URL-ът може да бъде маскиран или скрит по един или друг начин, така че потребителите не могат да определят накъде води линка, докато не щракнат на него. Когато това стане, се казва, че човекът е „Rickrolled“ (по-често срещано като „Rickroll'd“)
Тази шега се разпространява ужасно бързо и две от най-известните клипа, достижими онлайн, са посетени повече от 39 милиона пъти. Шегата се разраства и излиза от границите на Интернет, като подобни шеги се правят и на най-разнообразни места и ситуации от ежедневието. Много известни личности биват „Rickrolled“, включително и Барак Обама.

## Дискография
1. „Whenever You Need Somebody“ („Когато имаш нужда от някого“) – 1987 г.
- - „Never Gonna Give You Up“ („Никога няма да се откажа от теб“)

- - „Whenever You Need Somebody“ („Когато имаш нужда от някого“)

- - „Together Forever“ („Завинаги заедно“)

- - „It Would Take a Strong, Strong Man“ („Трябва да си силен, силен мъж“)

- - „The Love Has Gone“ („Любовта си отиде“)

- - „Don't Say Goodbye“ („Не казвай сбогом“)

- - „Slipping Away“ („Изплъзва се“)

- - „No More Looking for Love“ („Вече не търся любовта“)

- - „You move me“ („Караш ме да се движа“)

- - „When I Fall in Love“ („Когато се влюбя“)

2. „Hold Me in Your Arms“ („Дръж ме в ръцете си“) – 1988 г.
- - „She Wants to Dance With Me“ („Тя иска да танцува с мен“)

- - „Take Me to Your Heart“ („Заведи ме при сърцето си“)

- - „I Don't Want to Lose Her“ („Не искам да я изгубя“)

- - „Giving Up on Love“ („Да се откажеш от любовта“)

- - „Ain't Too Proud to Beg“ („Не съм твърде горд за да се моля“)

- - „Till Then(Time Stands Still)“ („Дотогава (Времето спира)“)

- - „Dial My Number“ („Набери номера ми“)

- - „I'll Never Let You Down“ („Никога няма да те разочаровам“)

- - „I Don't Want to Be Your Lover“ („Не искам да съм твой лююбовник“)

- - „Hold Me in Your Arms“ („Дръж ме в ръцете си“)

3. „Free“ („Свободен“) – 1991 г.
- - „In The Name of Love“ („В името на любовта“)

- - „Cry For Help“ („Зов за помощ“)

- - „Move Right Out“ („Тръгни си веднага“)

- - „Be With You“ („Да бъда с теб“)

- - „Really Got a Problem“ („Наистина имам проблем“)

- - „Is This Really Love“ („Това наистина ли е любов“)

- - „This Must Be Heaven“ („Това трябва да е Рая“)

- - „Never Knew Love“ („Никога не съм познавал любовта“)

- - „The Bottom Line“ („Дъното“)

- - „Wonderful You“ („Прекрасната ти“)

- - „Behind the Smile“ („Под усмивката“)

- - „Some Kinda Love“ („Някаква форма на любов“)

4. „Body And Soul“ („Тяло и душа“) – 1993 г.
- - „The Ones You Love“ („Тези, които обичаш“)

- - „Waiting for the Bell to Ring“ („Чакайки звънецът да звънне“)

- - „Hopelessly“ („Безнадеждно“)

- - „A Dream for Us“ („Една мечта за нас“)

- - „Body and Soul“ („Тяло и душа“)

- - „Enough Love“ („Достатъчно любов“)

- - „Nature's Gift“ („Дар от природата“)

- - „Remember the Days“ („Спомни си дните“)

- - „Everytime“ („Всеки път“)

- - „When You Love Someone“ („Когато обичаш някого“)

- - „Stop Breaking Your Heart“ („Спри да разбиваш сърцето си“)

4. „Keep It Turned On“ („Дръж го включен“) – 2001 г..
5. „Greatest Hits“ („Най-големите хитове“) – 2002 г.
6. „Portrait“ („Портрет“) – 2005 г.